# Miłosierdzie Boże
Miłosierdzie Boże – w teologii chrześcijańskiej główna prawda wiary i największy z przymiotów Boga, polegający na przebaczeniu grzesznikom.

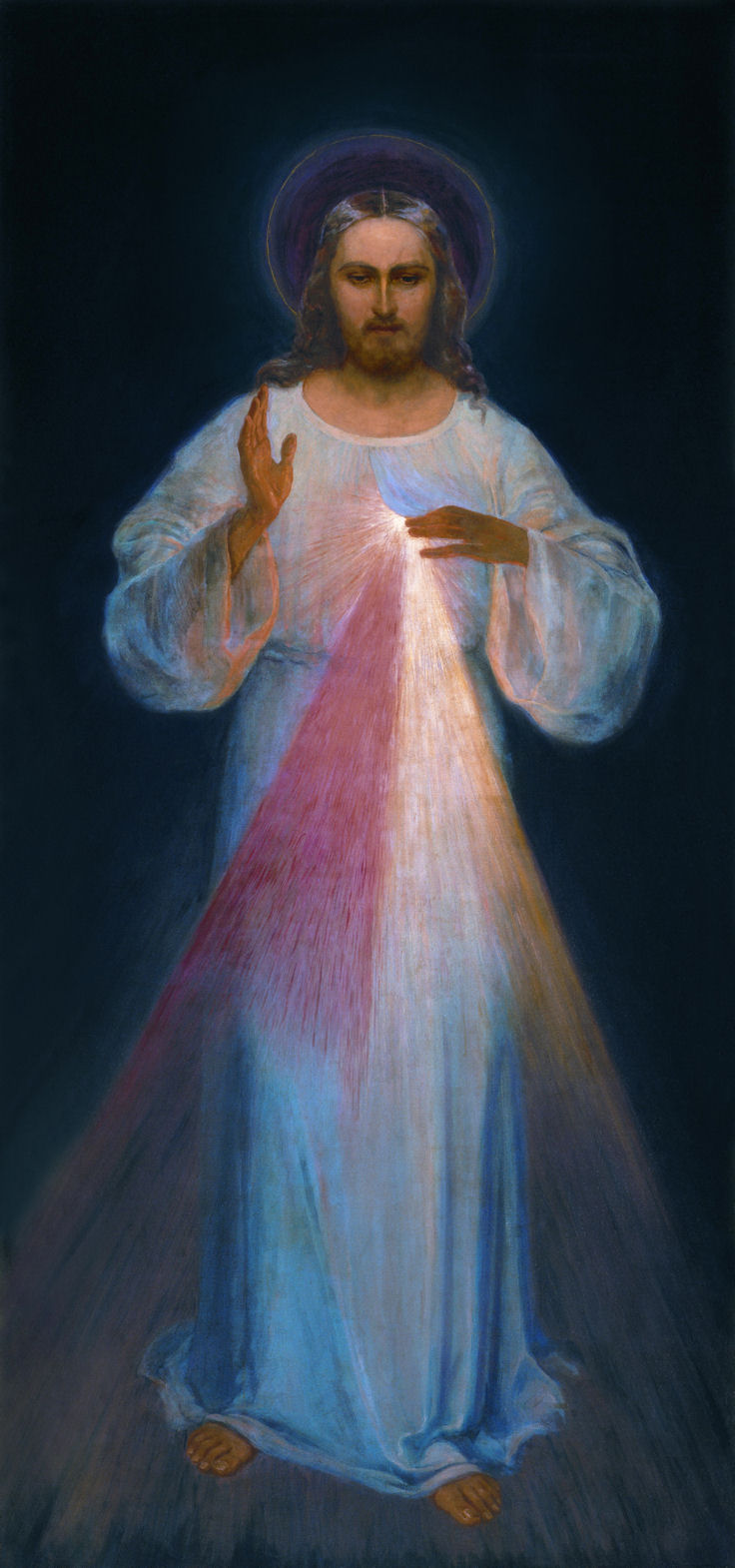
Eugeniusz Kazimirowski, Jezu ufam Tobie, 1934

## Katolicyzm
Problematyką Bożego Miłosierdzia i jego znaczenia w moralności chrześcijańskiej zajmowali się m.in. papież Jan Paweł II w encyklice Dives in misericordia oraz papież Franciszek w bulli Misericordiae vultus. Papież Jan Paweł II podkreślił, że miłosierdzie „w swoim właściwym i pełnym kształcie objawia się jako dowartościowanie, jako podnoszenie w górę, jako wydobywanie dobra spod wszelkich nawarstwień zła, które jest w świecie i w człowieku”. „W takim znaczeniu miłosierdzie stanowi podstawową treść orędzia mesjańskiego Chrystusa oraz siłę konstytutywną Jego posłannictwa”. Przypomina też, że szczytem objawienia się Bożego Miłosierdzia jest misterium paschalne Chrystusa. „Krzyż stanowi najgłębsze pochylenie się Boga nad człowiekiem, nad tym, co człowiek – zwłaszcza w chwilach trudnych i bolesnych – nazywa swoim losem”. Papież naucza, że gotowość Boga w przyjmowaniu marnotrawnych synów jest niewyczerpana, a ograniczyć może ją tylko upór człowieka i brak pokuty. Miłosierdzie nie oznacza pobłażliwości wobec zła, a warunkiem przebaczenia jest naprawienie tego zła i zadośćuczynienie .
Według katolików rola Miłosierdzia Bożego w życiu człowieka została objawiona przez Jezusa za pośrednictwem św. Faustyny Kowalskiej w Wilnie, z którym nierozerwalnie związana jest idea miłosierdzia. Światowym centrum jego kultu jest Sanktuarium Bożego Miłosierdzia w Krakowie-Łagiewnikach. Z objawieniami św. Faustyny wiążą się nowe formy nabożeństwa, z których najważniejszą jest Święto Miłosierdzia, czyli pierwsza niedziela po Wielkanocy, kiedy każdy przyjmujący Komunię św. zostaje uwolniony od wszystkich kar. Również z koronką, obrazem, godziną i apostolstwem miłosierdzia wiążą się obietnice niezmierzonych łask. Istotą tego nabożeństwa jest ufność wobec Boga i miłosierdzie wobec ludzi.

## Świadkowie Jehowy
Świadkowie Jehowy uważają, że miłosierdzie to jedna z najważniejszych cech Jehowy Boga (Psalm 86:15; 145:9). Bóg jest miłosierny i gotowy przebaczać (Wj 34:6, 7). Kieruje się miłosierdziem przy ocenie ludzkiego postępowania. Ludzie  muszą uważać, by go nie nadużywać (Pwt Pr 32:4). Okazując miłosierdzie, Bóg nie lekceważy swych doskonałych mierników sprawiedliwości. Świadkowie Jehowy uważają też, żeby korzystać z miłosierdzia Bożego niekiedy trzeba zrezygnować z czegoś, do czego jest się przywiązanym, gdyby miało to prowadzić do grzechu (Mt 18:8, 9). Boże miłosierdzie pomaga błądzącemu i okazującemu skruchę znieść skutki popełnionego grzechu, chroniąc go od rozpaczy. Miłosierdzie Boże ma granice. Wierzą, że Bóg nie przebaczy tym, którzy uparcie i rozmyślnie trwają w grzechu, nie okazują skruchy (Hbr 10:26). Trzy warunki konieczne, by zaznać miłosierdzia Bożego, to: 1) wiedza o Jehowie i Bożych wymaganiach postępowania zawartych w Biblii; 2) szczera skrucha oraz nawrócenie się, czyli porzucenie dawnego sposobu myślenia i postępowania oraz 3) przyswojenie sobie norm i zasad Bożych. Świadkowie Jehowy wierzą też, że zmartwychwstanie umożliwiające uzyskanie doskonałego życia na ziemi będzie najwznioślejszym aktem miłosierdzia Bożego. Uważają, że Jehowa w swym miłosierdziu wystąpił z inicjatywą, umożliwiając ludziom pojednanie się z Bogiem. Uczynił to za pośrednictwem swojego Syna. Jezus Chrystus przyszedł na ziemię, m.in., aby ofiarować swoje doskonałe życie za grzechy innych (Rz 5:6-11). Wierzą, że mądrość Boża jest „pełna miłosierdzia”, tzn. nie jest chłodna, nieczuła ani akademicka, tylko cechuje ją ciepło, serdeczność i wrażliwość (Jk 3:17). Uważają, że do głoszenia dobrej nowiny o Królestwie Bożym pobudza ich przede wszystkim miłość do Boga oraz miłosierdzie, czyli współczucie dla bliźnich (Mt 22:37-39). Wzorem miłosierdzia Bożego należy udzielanie praktycznej pomocy potrzebującym, wyświadczając „dobro wszystkim, a zwłaszcza tym, którzy są z nami spokrewnieni w wierze” (Gal 6:10). Natomiast z przykładu miłosierdzia Jehowy Boga oraz Jezusa Chrystusa wynika, że w zakres miłosierdzia wchodzą dwa elementy: uczucia empatii i litości dla osoby będącej w trudnym położeniu oraz konkretne działanie niosące jej praktyczną pomoc fizyczną, emocjonalną i duchową.